# Diaprysius fagniezi
Diaprysius fagniezi es una especie de escarabajo del género Diaprysius, familia Leiodidae. Fue descrita por René Gabriel Jeannel en 1910.

## Distribución
Se encuentra en Francia.